# 馬特希施山
46°51′04.6″N 9°43′24″E / 46.851278°N 9.72333°E
馬特希施山（Mattjisch Horn）是瑞士的山峰，位於該國東南部，由格勞賓登州負責管轄，屬於普萊蘇爾阿爾卑斯山脈的一部分，海拔高度2,461米，每年平均降雨量1,729毫米，最潮濕的十一月為206毫米，最乾旱的三月為71毫米。

## 外部連結
- Mattjisch Horn on Hikr （页面存档备份，存于）
- Mattjisch Horn on Summitpost （页面存档备份，存于）